# Stoá tou Evménous
Stoá tou Evménous är en fornlämning i Grekland.   Den ligger i prefekturen Nomós Attikís och regionen Attika, i den sydöstra delen av landet, i huvudstaden Aten. Stoá tou Evménous ligger 78 meter över havet.
Terrängen runt Stoá tou Evménous är kuperad söderut, men norrut är den platt.Runt Stoá tou Evménous är det mycket tätbefolkat, med 6 472 invånare per kvadratkilometer. Närmaste större samhälle är Aten, 2,1 km nordväst om Stoá tou Evménous. Runt Stoá tou Evménous är det i huvudsak tätbebyggt.